# 阿沙
54°59′N 57°17′E / 54.983°N 57.283°E
阿沙（俄语：Аша́）是俄羅斯車里雅賓斯克州西部的一個城市，位於錫姆河畔，距車里雅賓斯克以西377公里。2002年人口33,926人。
1898年建立。1933年6月20日設市並改現名。